# Musée Emil Cedercreutz
Le Musée Emil Cedercreutz (finnois : Emil Cedercreutzin museo) est un musée  situé à Harjavalta en Finlande.

## Présentation
Le musée d'Histoire de l'art et de la culture exposé des collections basées sur la production de Emil Cedercreutz et sur ses collections personnelles.

## Parc aux sculptures

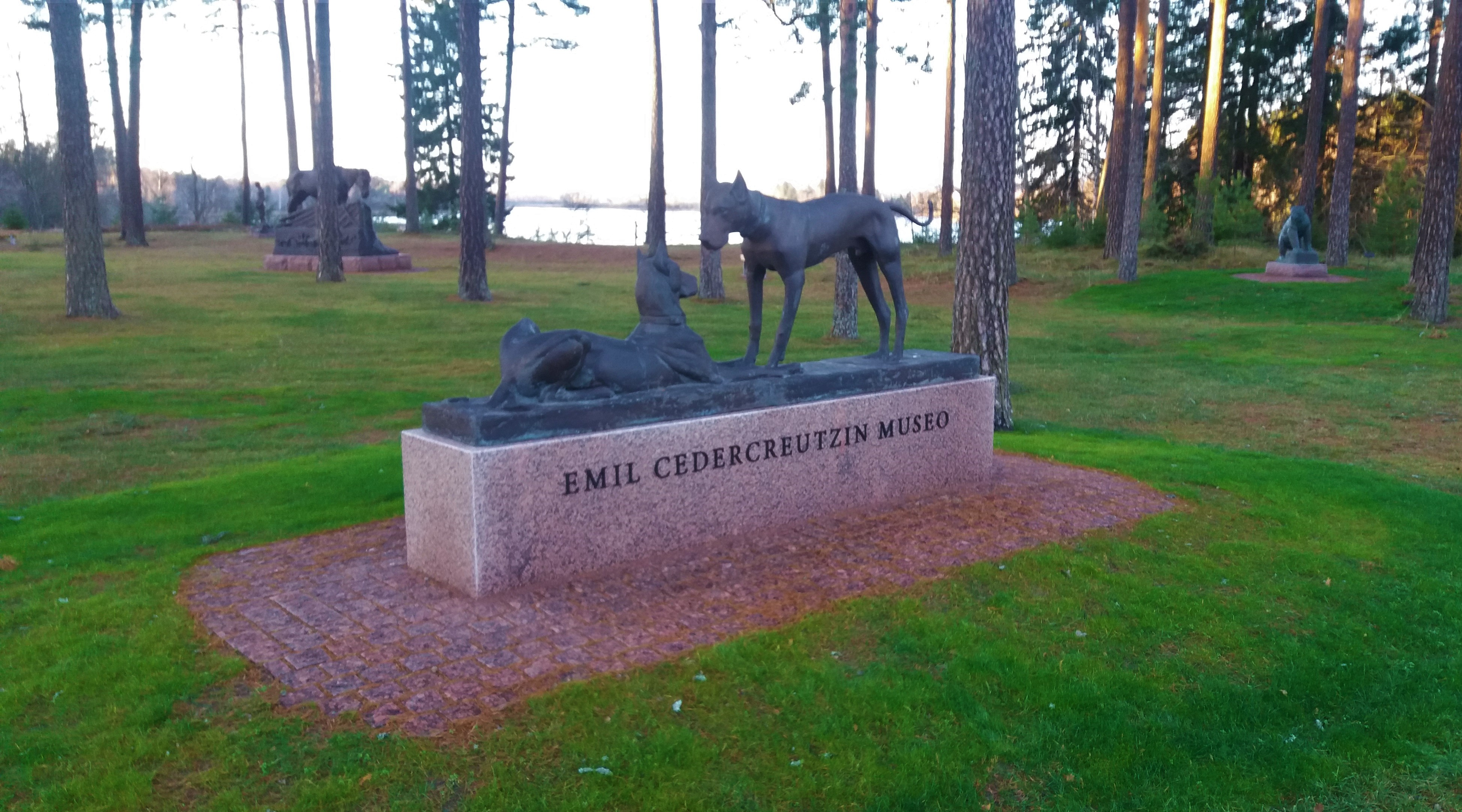
Sculptures du parc.

En 2013, le musée Emil Cedercreutz a ouvert au public un parc exposant une vingtaine de sculptures d'Emil Cedercreutz,.
D'autre part, les sculptures Tyttö et Hyveen kaivo, sont exposées dans la cour du musée.

### Sculptures du parc
- Au Crépuscule, 1903 (2013)
- Après la tâche, 1904 (2013)
- Première pose, 1903 (2014)
- Puun kaatoon, 1920 (2014)
- Arcum tendit Apollo, 1924 (2015)
- Rannalla, 1920 (2016)
- Sirkushevonen, 1946 (2017)
- Ojankaivaja, 1935 (2017)
- Verikoiria, 1937 (2017)
- Vahti-Pekka, 1932 (2018)
- Satakunnan karhu, 1938 (2018)